# Горнє Загор'є
45°11′ пн. ш. 15°14′ сх. д. / 45.18° пн. ш. 15.23° сх. д.
Горнє Загор'є (хорв. Gornje Zagorje) — населений пункт у Хорватії, у Карловацькій жупанії у складі міста Огулин.

## Населення
Населення за даними перепису 2011 року становило 297 осіб.
Динаміка чисельності населення поселення: